# Darren Star
Darren Bennett Star (født 25. juli 1961) er en amerikansk tv- og filmproducer, instruktør and manuskriptforfatter. Han er bedst kendt for at skabe tv-serier som Melrose Place, Beverly Hills 90210 og Sex and the City.

## Filmografi

### Skaber
- Beverly Hills, 90210 (1990–2000)
- Melrose Place (1992–1999)
- Central Park West (1995–1996)
- Sex and the City (1998–2004)
- Grosse Pointe (2000–2001)
- Miss Match (2003)
- Younger (2015–2021)
- Emily in Paris (2020–nu)
- And Just Like That... (2021–nu)
- Uncoupled (2022–nu)

### Manuskriptforfatter
- Doin' Time on Planet Earth (1988)
- Dead Heat (1988) (ukrediteret)
- If Looks Could Kill (1991)

### Executive producer
- Melrose Place (1992–1995)
- Beverly Hills, 90210 (1992–1995)
- Central Park West (1995–1996)
- Sex and the City (1998–2000)
- The Street (2000)
- Grosse Pointe (2000–2001)
- Miss Match (2003)
- Kitchen Confidential (2005)
- Runaway (2006)
- Cashmere Mafia (2008)
- GCB (2012)
- Younger (2015–2021)
- Emily in Paris (2020–nu)
- Uncoupled (2022-nu)

### Producer
- Sex and the City (2008)
- Sex and the City 2 (2010)